# Taradell
Taradell ist eine katalanische Gemeinde in der Provinz Barcelona im Nordosten Spaniens. Sie liegt in der Comarca Osona.

## Geographie
Die Gemeinde befindet sich im östlichen Sektor der Plana de Vich, am Fuße des Montseny-Massivs. Taradell grenzt an Malla, Sant Julià de Vilatorta, Santa Eugènia de Berga, Seva, Tona und Viladrau (Provinz Girona).

## Geschichte
Die Stadt ist seit dem 10. Jahrhundert dokumentiert. Sie verfügt über viele Häuser aus dem 16. und 17. Jahrhundert.

## Bevölkerungsentwicklung
| Jahr      | 1842  | 1900  | 1930  | 1950  | 1970  | 1991  | 2001  | 2011  | 2019  |
| --------- | ----- | ----- | ----- | ----- | ----- | ----- | ----- | ----- | ----- |
| Einwohner | 1.793 | 1.681 | 2.227 | 2.400 | 3.235 | 4.593 | 5.270 | 6.190 | 6.489 |

## Sehenswürdigkeiten
- Pfarrkirche Sant Genís
- Kapelle Sant Quirze de Subiradell

## Persönlichkeiten
- Arnau de Mont-rodon (um 1285–1348), Bischof von Girona, Jurist und Bibliophiler
- Bertran de Mont-rodon i de Sorribes (um 1325–1384), Kanoniker und Bischof von Girona